# Eerste Kamerverkiezingen 2023/Kandidatenlijst/VVD
De kandidatenlijst voor de Eerste Kamerverkiezingen van 2023 van de lijst VVD (lijstnummer 2) is na controle door de Kiesraad als volgt vastgesteld:
1. E.I. (Edith) Schippers
2. J.A. (Jan Anthonie) Bruijn
3. M.J. (Marian) Kaljouw
4. K. (Koen) Petersen
5. T. (Tanja) Klip-Martin
6. W.T. (Pim) van Ballekom
7. H.W. (Rian) Vogels
8. C.F. (Caspar) van den Berg
9. P.W. (Paulien) Geerdink
10. H.J. (Henk Jan) Meijer
11. M.N.J. (Marjolein) van der Linden
12. C.A.H. (Cees) van de Sanden
13. K.C.J. (Karin) Straus
14. S.T. (Shirin) Musa
15. A. (André) Bosman
16. D.E. (David) Ikkersheim
17. M.C.W. (Maarten) Bakker
18. J.E.M.B. (Jorine) Janssen
19. M.S. (Mirjam) Pauwels-Paauw
20. A.J. (Bram) Cool
21. J. (Jan) Rijpstra
22. A.H. (Andries) van der Netten van Stigt
23. S.F. (Dop) van Ulzen
24. G.J. (Gijs) van Lookeren Campagne
25. R.M.H. (Renée) Wilke
26. S.Y. (Sarah) Wilton
27. B.M.H. (Baerte) de Brey
28. T.N. (Theo) Bos
29. H. (Hester) Klein Lankhorst
30. J.B. (Bas) Knapp
31. M. (Mike) Jansen
32. R.L.N. (René) Westra
33. J.L.M. (Joanneke) van Benthem
34. C.D. (Christiaan) Zwart
35. F.E.M. (Elsemieke) Havenga
36. J.J.M.W. (Joël)- Scherrenberg
37. M.M. (Marijke) Everts
38. L. (Leon) Mol
39. A.T.G.M. (Lex) de Lange
40. M.E.C. (Marlies) de Ruyter de Wildt
41. L.L.F.M. (Gino) Ciotti
42. L.J. (Luydert) Smit
43. M.W.J.M. (Mark) de Man
44. M.J.F. (Menno) Loos
45. R.S. (Rick) van der Spek
46. V. (Victor) van Kommer
47. P.J.H. (Paul) Sanders
48. P.C.M. (Pieter) van der Heijde
49. M.E.M. (Machel) Nuijten
50. H.M. (Henry) Meijdam